# Loxophlebia fininigra
Loxophlebia fininigra là một loài bướm đêm thuộc phân họ Arctiinae, họ Erebidae.